# Mansaku
Mansaku est un groupe féminin de J-pop formé en 2007 avec trois ex-membres des groupes COLOR et Buzy, et deux de BOYSTYLE.

## Membres
- Nao Toyama (當山奈央, née le 22 février 1984 à Osaka, ex-COLOR, ex-Buzy)
- Mayumi Niwa (丹羽麻由美, née le 12 septembre 1984 à Osaka, ex-COLOR, ex-Buzy)
- Mao Miyazato (宮里真央, née le 19 avril 1983 à Osaka, ex-COLOR, ex-Buzy)
- Kayoko Uehara (上原香代子, née le 30 mai 1987, ex-BOYSTYLE)
- Yukina Kawata (川田由起奈, née le 1er janvier 1987, ex-BOYSTYLE)

## Liens
- (ja) Mansaku: Site officiel
- (ja) Mansaku: Blog officiel